# Stanislav Andreyev
Stanislav Andreyev (ros. Станислав Андреев, Stanisław Andriejew; ur. 6 maja 1988) – uzbecki piłkarz najczęściej występujący na pozycji defensywnego pomocnika w drużynie Paxtakor Taszkent.

## Kariera piłkarska
Stanislav Andreyev od początku kariery gra w zespole Paxtakor Taszkent. W pierwszej drużynie występuje od 2006. Obecnie nosi na koszulce numer 28. Ma na koncie zdobyte dwa tytuły mistrzowskie I ligi uzbeckiej – w sezonie 2006 i 2007. W trzech kolejnych latach jego drużyna ustępowała w tabeli jedynie klubowi Bunyodkor Taszkent.
Stanislav Andreyev w 2009 zadebiutował w reprezentacji Uzbekistanu. Z zespołem narodowym brał udział w eliminacjach do Mundialu w RPA. W 2011 został powołany na Puchar Azji. Uzbecy zajęli 1. miejsce w swojej grupie i awansowali do dalszej fazy.

### Sukcesy

#### Paxtakor Taszkent
- Zwycięstwo
  - Oʻzbekiston Oliy Ligasi: 2006, 2007
- Drugie miejsce
  - Oʻzbekiston Oliy Ligasi: 2008, 2009, 2010